# Samuel Holdheim
Samuel Holdheim (hebr. שמואל הולדהיים; ur. 1806 w Kępnie; zm. 2 sierpnia 1860 w Berlinie) – doktor, rabin Frankfurtu nad Odrą w latach 1836–1840, następnie rabin kraju związkowego Meklemburgia-Schwerin.

## Życiorys
Syn Isaaka Holdheima. Studiował Talmud w Kępnie, następnie został prywatnym nauczycielem. Uczeń rabina Josepha-Joske Spiro w Kórniku, poślubił jego córkę. Po rozwodzie podjął dalsze studia w Czechach. W roku akademickim 1833 był słuchaczem gościnnym na Wydziale Filozofii na Uniwersytecie Karola Ferdynanda w Pradze. 19 sierpnia 1836 r. ponownie ożenił się i poślubił Caecilie Salomon (1813-1889), córkę Nathana Salomona z Frankfurtu nad Odrą. 14 lutego 1839 uzyskał promocję na Uniwersytecie w Lipsku. Jego syn Paul Holdheim (1847-1904) był frankfurckim adwokatem.

## Twórczość (wybór)
- Über die Autonomie der Rabbinen (Schwerin 1843)
- Geschichte der Entstehung und Entwickelung der jüdischen Reformgemeinde in Berlin (Berlin 1857)